# Musée du Cannabis (Japon)
Le musée du Cannabis (大麻博物館, Taima hakubutsukan) est situé à Nasu, dans la préfecture de Tochigi, au Japon. Il a été fondé en 2001 par Junichi Takayasu, un expert japonais du cannabis, qui en est le conservateur,.